# Januária
Januária est une municipalité brésilienne de l'État du Minas Gerais et de la microrégion de Januária.